# Berlín Blues
Berlín Blues è un film del 1988 diretto da Ricardo Franco che ha vinto il Premio Goya per il miglior sonoro 1989.